# Nissan Lafesta
O  Lafesta é um monovolume de 7 lugares da Nissan.
Algumas versões desse modelo são equipadas com transmissão continuamente variável (Câmbio CVT).

## Galeria
- Primeira geração (2004-2012)
- Segunda geração (2011-2017)